# Sagar Nidhi
Die Sagar Nidhi ist ein indisches Forschungsschiff des National Institute of Ocean Technology.

## Geschichte und Einsatz
Das Schiff wurde unter der Baunummer 6147 auf der italienischen Fincantieri-Werft in La Spezia gebaut. Das Achterschiff wurde von der Fincantieri-Werft in Genua zugeliefert. Die Kiellegung erfolgte am 31. Oktober 2006, der Stapellauf am 9. Juli 2007. Der Schiffsentwurf stammte von Wärtsilä Ship Design.
Das Schiff wurde am 12. Dezember 2007 an das National Institute of Ocean Technology abgeliefert und am 3. März 2008 in Dienst gestellt. Es wird von ABS Marine Services in Chennai bereedert.
Das Schiff wird vom National Institute of Ocean Technology für verschiedene Forschungsdisziplinen wie Meereskunde, Geologie und Meteorologie genutzt. Weiterhin kann es für die Erkundung von Bodenschätzen genutzt werden. Das Schiff kann bis zu 45 Tage auf See bleiben und dabei 10.000 Seemeilen zurücklegen. An Bord können 55 Personen untergebracht werden, 25 Besatzungsmitglieder und 30 Wissenschaftler.

## Technische Daten und Ausstattung
Der Antrieb des Schiffes erfolgt dieselelektrisch durch zwei von Elektromotoren angetriebene Schottel-Propellergondeln. Das Schiff ist mit zwei elektrisch angetriebenen Bugstrahlrudern ausgestattet. Das Schiff verfügt über ein System zur dynamischen Positionierung (DP II).
Für die Stromerzeugung stehen vier von Viertakt-Achtzylinder-Dieselmotoren des Typs Wärtsilä 8L20 mit jeweils 1140 kW Leistung angetriebene Generatoren zur Verfügung. Weiterhin wurde ein von einem MAN-Dieselmotor mit 500 kW Leistung angetriebener Notgenerator verbaut.
Die Decksaufbauten befinden sich in der vorderen Hälfte des Schiffes. An Bord stehen unter anderem mehrere Labore, ein Konferenzraum, Speise- und Aufenthaltsräume, ein Fitnessraum und eine Sauna zur Verfügung. Die Brücke befindet sich auf dem obersten Deck. Sie ist über die gesamte Breite geschlossen. Hinter den Decksaufbauten befindet sich ein offenes Arbeitsdeck. Das Schiff ist mit verschiedenen Hebewerkzeugen ausgestattet, darunter mehrere Krane und ein Heckgalgen.
Die Forschungswinden an Bord können Forschungsgerät von bis zu 60 t schleppen bzw. an Bord holen. Das Forschungsgerät kann dabei in bis zu 6000 m Wassertiefe eingesetzt werden.
Vom Schiff können ferngesteuerte und autonome Unterwasserfahrzeug eingesetzt werden. Auch der Einsatz von bemannten Tauchbooten ist möglich.
Um auch in polaren Gebieten eingesetzt werden zu können, ist der Rumpf des Schiffes eisverstärkt.